# Bufoides meghalayanus
Bufoides é um género de sapos que inclui uma única espécie: Bufoides meghalayanus. Foi encontrado apenas em dois locais na Índia, nos estados de Mizoram e Meghalaya, embora se pense que a sua distribuição seja um pouco mais alargada.